# Seldon Connor
Seldon Connor, född 25 januari 1839 i Fairfield, Maine, död 9 juli 1917 i Augusta, Maine, var en amerikansk republikansk politiker, militär och affärsman. Han var Maines guvernör 1876–1879.
Connor utexaminerades 1859 från Tufts College och deltog i amerikanska inbördeskriget som officer i nordstaternas armé. År 1869 gifte han sig med Henrietta W.B. Bailey. Connor efterträdde 1876 Nelson Dingley som guvernör och efterträddes 1879 av Alonzo Garcelon.